# Czukałówka
Czukałówka (ukr. Чукалівка) – wieś na Ukrainie w rejonie tyśmienickim obwodu iwanofrankiwskiego, założona w 1648 r. W II Rzeczypospolitej miejscowość należała do gminy wiejskiej Czerniejów w powiecie stanisławowskim województwa stanisławowskiego. Wieś liczy 1407 mieszkańców.
Na terenie wsi znajduje się Cmentarz Czukałówka, główna nekropolia Iwano-Frankiwska.